# Mathias Leitner
Pour les articles homonymes, voir Leitner (homonymie).
Mathias (Hias) Leitner est un skieur alpin autrichien et était membre du Kitzbüheler Ski Club.

## Palmarès

### Jeux olympiques d'hiver
| Épreuve / Édition    | Descente | Slalom géant | Slalom |
| JO 1960 Squaw Valley | —        | —            | Argent |
| JO 1964 Innsbruck    | —        | —            | 21e    |

### Championnats du monde
| Épreuve / Édition         | Descente | Slalom géant | Slalom  | Combiné |
| Mondiaux 1958 Bad Gastein | 5e       | —            | —       | —       |
| JO 1960 Squaw Valley      | —        | —            | Argent  | —       |
| Mondiaux 1962 Chamonix    | 10e      | —            | Abandon | —       |
| JO 1964 Innsbruck         | —        | —            | 21e     | —       |